# ليج (همبرات)
لیج (بالفارسية: لیج) هي قرية تقع في إيران في قسم همبرات الريفي.